# Siphlophis cervinus
Siphlophis cervinus — вид змій родини полозових (Colubridae). Мешкає в Центральній і Південній Америці.

## Поширення і екологія
Siphlophis cervinus поширені від східної Панами до Бразильської Амазонії, Болівії, Венесуели, Колумбії, Еквадору, Гаяни, Французької Гвіани і Перу, а також на Тринідаді. Вони живуть у вологих і сухих рівнинних тропічних лісах, трапляються у вторинних лісах, В Панамі зустрічаються на висоті до 145 м над рівнем моря, у Венесуелі на висоті до 100 м над рівнем моря, в Колумбії, на висоті до 250 м над рівнем моря, в Перу на висоті до 980 м над рівнем моря. Ведуть нічний, переважно деревний спосіб життя. Живляться переважно ящірками, а також кажанами і жабами.